# طائرة دون محرك
طائرة دون محرك هو مجموعة من الآلات الطائرة التي يمكنها الطيران بدون قوة دفع، ويمكن تصنيفها كطائرات شراعية والبالونات والطائرات الورقية. وفي تلك اللحظة، فإن الطيران يعني المسار الذي لا يكون هبوطا عموديا كالهبوط بالمظلة. وفي حالة الطائرات الورقية، فإن الطيران ليس حرا ولكن ليس مقيدا. وفي حالة البالون، فإن الطيران حر وإن كان هناك بعض التحكم بالتوجيه. أما باقي المجموعة فهي آلات أثقل من الهواء مثل الطائرة الشراعية وطيران شراعي معلق وطيران مظلي التي لديها تحكم موجه حر لكي يكنها الطيران بحرية.

## التاريخ
أول آلة طيران صنعها البشر كانت، الطائرات الورقية، ثم البالون فالطائرات الشراعية. وقد تم ذكر الطائرات الشراعية بتاريخ الصين القديم حيث كانت تستخدم لرفع الناس. وذكرت أيضا البالونات الساخنة ولكنها لم تكن تحمل البشر فيها. أما أول طيران حر غير مقيد بواسطة آلات بشرية طائرة فكانت فكان البالون الذي صنعه الإخوان جوزيف مايكل وجاك ايتين مونتجولفير بمدينة أنوناي بفرنسا عام 1783. وأول طائرة شراعية عملية ويمكن التحكم بها فكانت من تصميم وصنع العالم البريطاني جورج كايلي وقد اعتبر بأنه أول مهندس طيران. وقد طارت طائرته عام 1849 ومن ثم بعدها استعملت الطائرات الشراعية في أبحاث ديناميكية الهواء، إلى أن بدأ باستخدامها في الرياضة بالعشرينات من القرن الماضي.

## الطيران الشراعي
بإمكان الطيران الشراعي وطيران شراعي معلق وطيران مظلي اكتساب بعض الطاقة مع بداية التحليق، ثم يكتسب قوة ارتفاع اضافية من الهواء الصاعد مثل الهواء الحار. ويكون بداية الانطلاق بدفع الآلة الطائرة باتجاه الهواء بحبل القطر عن طريق رافعة أو آلة جر. وأيضا يمكن الطيران عن طريق الطيار ذاته وذلك بأن ينطلق ركضا بقدميه، ولكن تلك الطريقة تحتاج إلى أن يكون بأماكن مرتفعة.
لإنتاج كمية رفع كافية للطائرة الشراعية، يجب عليه المحافظة على سرعة جوية كافية. وذلك بالتدرج بالنزول، فإن كان الهواء يرتفع بمعدل أكثر من هبوط الطائرة فإنه بالتأكيد سيرفعها. حاليا، معظم استخدامات الطائرة الشراعية هي للترفيه.

## البالونات
تتحرك البالونات مع اتجاه الريح، وإن كان بمقدور الطيار التحكم بالارتفاع عن طريق تسخين الهواء أو اسقاط أكياس الرمل، مما يعطي بعضا من التحكم الموجه (حيث أن اتجاه الريح يتغير بتغير الارتفاع). وتم تجربة بالونات على شكل جناح وقد أعطت تحكم بالتوجيه بشكل أفضل. بالوقت الحالي أغلبية استخدام البالون هو للترفيه، في حين أن البالونات غير الماهولة تستخدم بشكل كبير في الأرصاد الجوية لقياس الجو.

## الطائرات الورقية
تعتبر الطائرات الورقية نوع من أنواع الطائرات وتكون مربوطة بحبل إلى الأرض بشكل ثابت أو نقال، أو أي شكل من أشكال المحافظة على شد حبل الطائرة الورقية، بالاعتماد على وجود هواء افتراضي أو حقيقي يمر فوق وتحت الآلة لإنتاج الرفع والسحب.

## اقرأ أيضا
- ذات المراوح الأربع